# مايك ماكينا
مايك ماكينا (بالإنجليزية: Mike McKenna)‏ هو لاعب هوكي الجليد أمريكي، ولد في 11 أبريل 1983 في سانت لويس في الولايات المتحدة.

## وصلات خارجية
- مايك ماكينا على موقع دوري الهوكي الوطني (الإنجليزية)
- مايك ماكينا على موقع EliteProspects.com (الإنجليزية)
- مايك ماكينا على موقع HockeyDB.com (الإنجليزية)
- مايك ماكينا على موقع Hockey-Reference.com (الإنجليزية)